# 9951 Tyrannosaurus
9951 Tyrannosaurus è un asteroide della fascia principale. Scoperto nel 1990, presenta un'orbita caratterizzata da un semiasse maggiore pari a 2,4256151 UA e da un'eccentricità di 0,1235729, inclinata di 7,39162°. 